# Nacka
Nacka ist ein städtisches Gebiet im Ballungsraum Stockholm und Hauptort der Gemeinde mit demselben Namen. Die Siedlung liegt im nordöstlichen Södermanland und hat etwas über 25.000 Einwohner. Nacka ist ein typischer Vorort mit der kommunalen Verwaltung als größtem Arbeitgeber. Der Ort ist baulich eng mit Stockholm verbunden und wird daher zum Tätort Stockholm gerechnet.

## Geschichte

### Das ursprüngliche Nacka
Der Name Nacka kommt vom Bergrücken Nacken (das Genick) südlich vom See Järlasjön, Järlasjön war früher Teil einer wichtigen ost-westlichen Wasserstraße. Am nahegelegenen Bach Nacka Ström ließ Mitte des 16. Jahrhunderts Gustav Vasa eine Hammerschmiede einrichten, später wurde auch ein Messingwerk sowie Mühlen für Papier und Getreide angelegt. In den 1640er Jahren wurde eine Kapelle gebaut und Nacka wurde eine eigenständige (Kirch-)Gemeinde. Um 1900 waren die Betriebe stillgelegt und im 1902 wurde die Kapelle abgerissen.

### Nacka auf Sicklaön
Im Jahr 1887 wurde die Gemeinde Nacka mit dem Gebiet Sicklaön, nördlich vom Järlasjön, zusammengeführt. Nackas jetzige Kirche wurde auf Sicklaön gebaut und 1891 eingeweiht. Sicklaön war lange ländlich geprägt, doch nach dem Umzug mehrerer Industriebetriebe an den Stadtrand von Stockholm in den 1870er Jahren entstanden hier zahlreiche Arbeiterwohnungen. Mit der Eröffnung der Saltsjöbanan 1893 setzte sich diese Entwicklung fort, es entstanden aber auch zahlreiche Villen. Zur selben Zeit wurden zwei große Mühlen an der Bucht, die nach Stockholm führt, eröffnet. 1949 erhielt Nacka die Stadtrechte und war damit eine der letzten Siedlungen vor der administrativen Umgestaltung des Landes, die mit diesem Privileg ausgezeichnet wurde. In neuerer Zeit ging die Industrieproduktion zurück und es erfolgte eine Umorientierung auf den Servicesektor. Außerdem pendeln viele Einwohner täglich nach Stockholm.

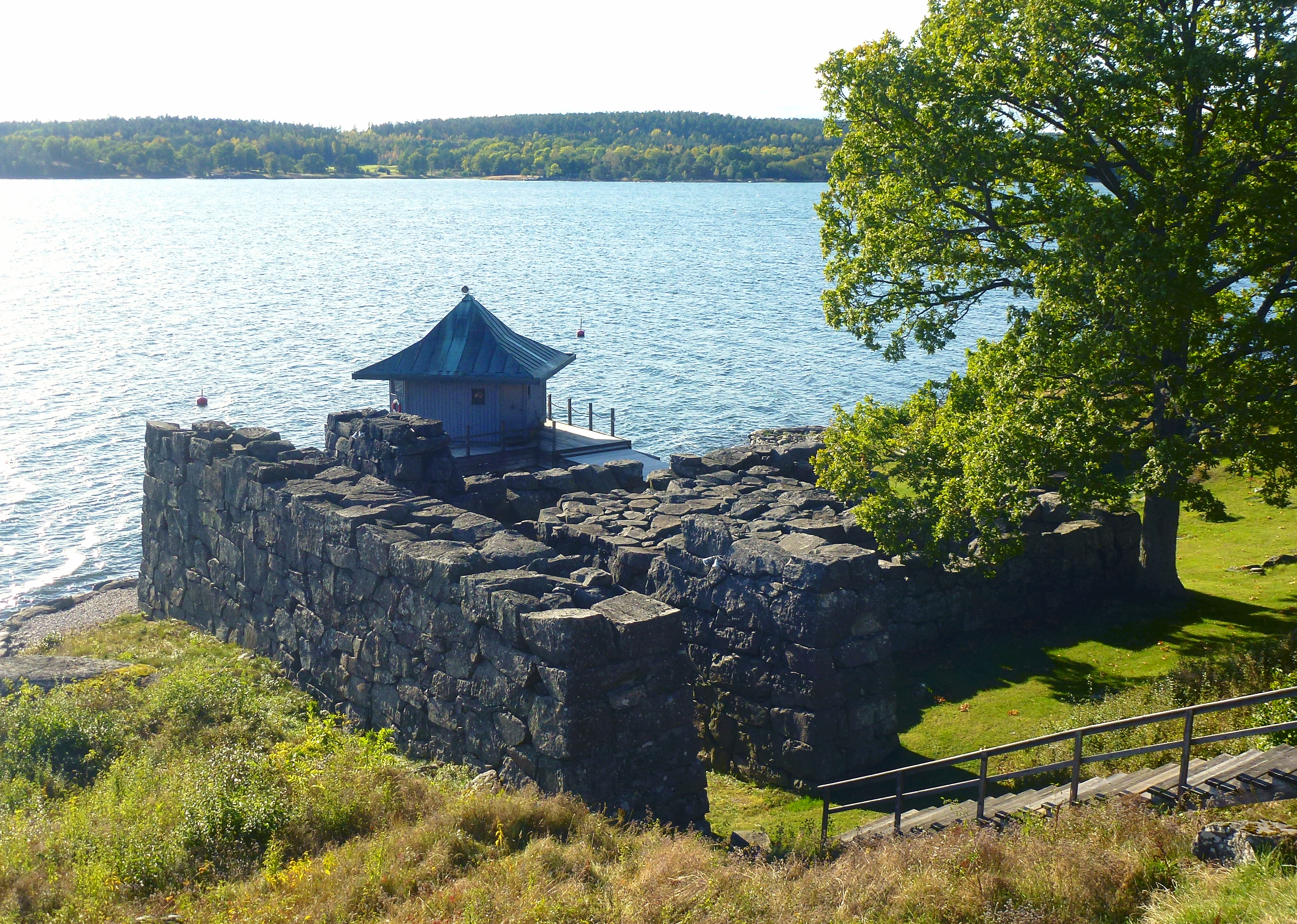
Erstaviks Mühle

## Ortsbild
Nacka war lange geprägt durch die Mischung aus Villen- und Industriegebieten, die im späten 19. Jahrhundert entstanden. In der Mitte des 20. Jahrhunderts entstanden mehrere Mehrfamilienhaussiedlungen, die der Gemeinde einen städtischeren Charakter gaben. 1989 öffnete ein großes Einkaufszentrum (Nacka Forum), das heute als inoffizielles Gemeindezentrum fungiert.

## Persönlichkeiten
- Carl Sven Rubarth (1905–1996), Tierarzt und Veterinärpathologe
- Inga Björk-Klevby (* 1944), Diplomatin
- Eleanor Bodel (* 1948), Pop-Sängerin
- Mats Wikström (* 1964), ehemaliger schwedischer Kinderdarsteller
- Matti Ristinen (* 1974), finnischer Schauspieler
- Madeleine Östlund (* 1992), Handballspielerin
- Vilma Bobeck (* 1998), Seglerin
- Oliver Granberg (* 2000), thailändisch-schwedischer Fußballspieler
- Pelle Larsson (* 2001), Basketballspieler
- Anthonio Sanjairag (* 2002), schwedisch-thailändischer Fußballspieler